# キャロライン・ベルトッツィ
キャロライン・ベルトッツィ（Carolyn Ruth Bertozzi, 1966年10月10日 - ）はアメリカ合衆国の化学生物学者。糖鎖生物学や生体直交化学という新たな学際的学問領域を提唱したことで知られる。2022年、モーテン・P・メルダル、バリー・シャープレスとともにノーベル化学賞を受賞した。

## 来歴
マサチューセッツ州ボストン出身。同州レキシントンで育つ。1988年ハーバード大学卒業。在学中に生物学から有機化学に専攻を変更し、またレイジ・アゲインスト・ザ・マシーンのギタリストトム・モレロが所属していたアマチュア・バンドでキーボードを担当していた。1993年カリフォルニア大学バークレー校で化学のPh.D.を取得。カリフォルニア大学サンフランシスコ校でポスドクとなった。1996年にUCバークレー助教授、2002年に教授に就任した。2000年からはUCサンフランシスコ教授を兼務した。
現職では、2000年からハワード・ヒューズ医学研究所研究員、2006年からローレンス・バークレー国立研究所で生物ナノ科学分野のディレクターを務める。2015年からスタンフォード大学教授。

## 主要論文
- Mahal, Lara K.; Yarema, Kevin J.; Bertozzi, Carolyn R. (1997). “Engineering Chemical Reactivity on Cell Surfaces Through Oligosaccharide Biosynthesis”. Science 276 (5315):  1125–8. doi:10.1126/science.276.5315.1125. PMID 9173543.
- Bertozzi, Carolyn R.; Kiessling, Laura L. (2001). “Chemical Glycobiology”. Science 291 (5512):  2357–64. Bibcode: 2001Sci...291.2357B. doi:10.1126/science.1059820. PMID 11269316.
- Saxon, Eliana; Bertozzi, Carolyn R. (2000). “Cell Surface Engineering by a Modified Staudinger Reaction”. Science 287 (5460):  2007–10. Bibcode: 2000Sci...287.2007S. doi:10.1126/science.287.5460.2007. PMID 10720325.
- Prescher, Jennifer A.; Bertozzi, Carolyn R. (2005). “Chemistry in living systems”. Nature Chemical Biology 1 (1):  13–21. doi:10.1038/nchembio0605-13. PMID 16407987.
- Wang, Peng George; Bertozzi, Carolyn R., eds (2001). Glycochemistry: Principles, Synthesis, and Applications. New York: Marcel Dekker. ISBN 978-0-8247-0538-1

## 主な受賞歴
- 2001年 - ACS純粋化学賞
- 2007年 - エルンスト・シエーリング賞
- 2008年 - ウィラード・ギブズ賞
- 2009年 - ウィリアム・H・ニコルズ賞
- 2012年 - ハインリッヒ・ヴィーラント賞
- 2014年 - アーネスト・ローレンス賞
- 2015年 - トムソン・ロイター引用栄誉賞
- 2016年 - 米国科学アカデミー賞化学部門
- 2017年 - アーサー・C・コープ賞
- 2017年 - 全米発明家殿堂
- 2020年 - 名古屋メダルゴールドメダル[4]
- 2020年 - ジョン・カーティー賞
- 2020年 - F・A・コットン・メダル
- 2021年 - グレン・T・シーボーグ・メダル
- 2022年 - ウルフ賞化学部門
- 2022年 - ハイネケン賞生物化学・生物物理学部門
- 2022年 - ディクソン賞医学部門
- 2022年 - ウェルチ化学賞
- 2022年 - ノーベル化学賞
- 2023年 - ロジャー・アダムス賞
- 2024年 - プリーストリー賞

## 科学アカデミー会員
- 1987年 - ファイ・ベータ・カッパ選出
- 1999年 - マッカーサー・フェロー
- 2002年 - アメリカ科学振興協会フェロー
- 2005年 - 米国科学アカデミー会員
- 2002年 - アメリカ科学振興協会フェロー
- 2008年 - 国立科学アカデミー・レオポルディーナ会員
- 2011年 - 全米医学アカデミー会員
- 2011年 - アメリカ芸術科学アカデミー会員
- 2018年 - イギリス王立協会外国人会員